# Средства массовой информации Германии
Средства массовой информации Германии — совокупность средств массовой информации (СМИ), представленных в Германии.

## Пресса
Немецкий газетный рынок характеризуется небольшим количеством общенациональных газет и хорошо развитой местной прессой. Причиной такого развития рынка прессы стало то, что современный немецкий медиаландшафт уходит корнями в послевоенные годы, когда западные союзники, закрыв все существовавшие в нацистской Германии медиа, стали создавать свою систему СМИ, естественным образом сделав упор на развитии печатных изданий внутри своих собственных оккупационных зон. Именно поэтому общенациональных газет в Германии сравнительно мало, и большинство из них появилось уже после 1949 года, то есть после прекращения формального оккупационного статуса Западной Германии и создания ФРГ. Условно прессу Германии можно разделить на три категории:
- общенациональные газеты (распространяющиеся по всей территории страны);
- межрегиональные газеты (überregionale Zeitungen) — распространяющиеся более чем в одном регионе, но не по всей территории страны;
- местная печать — газеты одного региона, одного района, города и так далее.

Многие региональные газеты входят в «издательские цепочки»: поскольку небольшая газета с тиражом в несколько сотен или тысяч экземпляров, конечно, не может позволить себе ни покупать хорошие фотографии, ни посылать корреспондента в командировки, ни подписываться на ленты новостей, она вступает в ассоциированные отношения с неким издательским концерном. Этот концерн предоставляет десяткам местных газет унифицированный контент — статьи о внутренней и внешней политике, спортивные обозрения и т. д., оставляя на усмотрение редакции лишь местные новости. Таким образом, местная газета выживает экономически, и читатели могут продолжать покупать газету, к которой они привыкли. Между тем, в данном случае, разумеется, речь не может идти о независимом издании, и немецкие исследователи СМИ предпочитают говорить о «редакционных изданиях» (нем. redaktionelle Ausgabe) и «публицистических единицах» (нем. publizistische Einheit).
Межрегиональные ежедневные газеты:
- «Frankfurter Allgemeine Zeitung», FAZ (Франкфуртская всеобщая газета) — либерально-консервативная и самая читаемая газета ФРГ, левее, чем 'Welt', но правее, чем 'taz'. Издаётся во Франкфурте-на-Майне. Тираж: 387 064 экземпляров.
- «Süddeutsche Zeitung», SZ (Южнонемецкая газета) — серьёзная газета, ближе к 'FAZ', леволиберального направления, издаваемая в Мюнхене./концерн Süddeutscher Verlag/. Несмотря на своё название, является общенациональной газетой. Тираж: 444 000 экземпляров.
- «Frankfurter Rundschau» (Франкфуртское обозрение) — газета близка к социал-демократам. Тираж: 150 000 экземпляров.
- «Die Welt» (Мир) — правая, наиболее консервативная газета, принадлежащая крупнейшему немецкому издательскому концерну Springer-Verlag, специализирующемуся на выпуске массовой периодики. Тираж: 264 273 экземпляров.
- «Bild» (Картинка) — бульварная газета, самая популярная «жёлтая» газета, флагман издательства Springer-Verlag, самая тиражная газета Германии. В отличие от всех остальных общенациональных газет, подавляющее большинство тиража Bild распространяется в розницу, а не по подписке. Тираж: 3 445 000 экземпляров.
- «Handelsblatt» (Торговая газета) — ведущая финансовая газета Германии. Издаётся с 1946 г. Тираж: 148 000 экземпляров.
- «Financial Times Deutschland» (Financial Times Германия) — финансовая и политическая газета, которая издаётся с 2000 г. Тираж: 100 000 экземпляров.
- «Die Tageszeitung», taz (Ежедневная газета) — крайне левая, независимая от концернов и политических сил, основана в 1978 г. как рупор леворадикального и зелёного движения. Сегодня имеет скорее леволиберальную направленность. Является кооперативом и принадлежит самим сотрудникам издания. Кроме берлинского издания, есть несколько региональных изданий. Известна своими провокативными, антивоенными и антинационалистическими статьями. Тираж: 60 000 экземпляров. Издаётся в Берлине.
- «Junge Welt» (Молодой мир) — малотиражная леворадикальная газета. Создавалась как рупор молодёжной организации ГДР Союз свободной немецкой молодёжи. Тираж: ниже 20 000 экземпляров.
- «Express (газета)» — бульварная газета: Кёльн-Бонн /M. DuMont & Schauberg Verlag/.

Надрегиональные ежедневные газеты:
- «Westdeutsche Allgemeine Zeitung», WAZ (Западногерманская общая газета) — консервативное издание, распространяющееся в землях Северный Рейн — Вестфалия и Рейнланд-Пфальц, головная газета издательской группы WAZ-Gruppe.
- «Neues Deutschland» (Новая Германия) — бывший рупор СЕПГ, правящей партии ГДР. Сегодня близка к её наследнице, Левой партии. Популярна преимущественно в восточных землях. Тираж: 45 000 экземпляров.

Региональные ежедневные газеты ФРГ:
- «Sächsische Zeitung» (Саксонская газета) — крупнейшая газета Восточной Германии, с редакцией в Дрездене, головное издание газетной группы Sächsische Zeitung
- «Berliner Zeitung» (Берлинская газета)
- «Tagesspiegel» (Зеркало дня)
- «Stuttgarter Zeitung» (Штутгартская газета)

и т. д.
Еженедельные общественно-политические журналы:
- «Der Spiegel» (Зеркало) — левый еженедельник c тиражом более 1 млн экземпляров, критика, аналитика; Гамбург /концерн Bertelsmann AG/
- «Focus» (Фокус) — либерально-консервативный еженедельник; Мюнхен /концерн Hubert Burda Media
- «Stern» (Звезда)

Еженедельные газеты:
- «Die Zeit» (Время) — влиятельнейшая еженедельная газета либеральной направленности. Тираж: 480 000 экземпляров
- «Freitag» (Пятница) — малотиражная газета, находит своих читателей среди левых интеллектуалов. Тираж: 13 000 экземпляров.
- «Junge Freiheit» (Молодая свобода) — малотиражная газета национал-консервативной направленности. Тираж: 16 000 экземпляров (по собственным указаниям).
- «Die Heimat» — журнал посвященный естественной истории и краеведению земли Шлезвиг-Гольштейн и соседних областей.

Ежемесячные: Бурда Моден
Также, в Германии издаются местные версии таких международных журналов, как «Cosmopolitan», «Glamour», «Maxim», «Newsweek», «Businessweek» и т. д.

## Радиовещание
Радиовещание ведётся с 1923 года.
- В 1923-1926 гг. радиовещание велось только частными компаниями, каждая из которых вещала по одной региональной программе;
- В 1926-1984 гг. - государственными организациями[3]:
  - В 1926—1933 гг. - региональными обществами радиовещания[4][5][6][7][8][9][10][11][12][13][14] (regionalen Rundfunkgesellschaften), каждое из которых вещало по одной региональной программе звучавшей на средних волнах, обществом с ограниченной ответственностью «Немецкая волна», контролировавшееся Имперским обществом радиовещания и вещавшее по одной общегосударственной программе, звучавшей на длинных волнах, и Имперским обществом радиовещания, контролировавшимся Имперским министерством почт, осуществлявшая «имперские передачи», снабжение данных компаний текущими новостями осуществляло акционерное общество «Дратлозер Динст» (Drahtloser Dienst AG), контролировавшееся Имперским министерством внутренних дел;
  - в 1933-1934 гг. - региональными обществами радиовещания, контролировавшимися Имперским обществом радиовещания, каждое из которых вещало по одной региональной программе, звучавшей на средних волнах, за исключением общества с ограниченной ответственностью «Дойчландзендер», вещавшего по одной общегосударственной программе звучавшей на длинных волнах), и самим Имперским обществом радиовещания[15][16], которое вело «имперские передачи» по региональным программам;
  - в 1934—1945 гг. - Имперским обществом радиовещания (в 1934-1940 гг. - по 9 региональным программам, в 1940-1945 гг. по имперской программе и программе «Дойчландзендер»);
  - в 1945-1948 гг. - радиостанциями оккупационных военных администраций (вещали по нескольким региональным программам, звучавшим на средних волнах);
  - в 1948-1962 гг. - вещательными организациями земель (в 1948-1950 гг. - каждое по одной программе, в 1950-1962 гг. - по двум программам);
  - в 1962-1984 гг. - вещательными организациями земель (первоначальной по двум, с 1970-х гг. - по трём программам) и федеральной вещательной организацией «Немецкое радио» (по одной программе звучавшей на длинных волнах);
- с 1984 года радиовещание ведётся
  - федеральными вещательными организациями и вещательными организациями земель:
    - в 1984-1994 гг. - вещательными организациями земель (по четырём региональным программам) и федеральным вещательной организацией «Немецкое радио» (по одной общегосударственной программе, звучавшей на длинных и ультракоротких волнах);
    - с 1994 года - вещательными организациями земель, по 5-6 региональными программам каждая, в отдельных регионах также - по региональным специализированным программам, корпорацией публичного права «Дойчландрадио» (по двум программам на ультракоротких волнах, ранее также и на длинных волнах, а также по специализированным программам);
    - частными радиокомпаниями.

В восточных землях радиовещание в 1948-1990 гг. велось центральными государственными учреждениями (в 1948-1952 гг. по двум региональным программам, учреждение «Дойчландзендер» по одной общегосударственной программе, в 1952-1959 гг. - по трём общегосударственным программам, в 1959-1990 гг. - по пяти общегосударственным программам).
Радиовещание на заграницу в 1929-1934 гг. велось обществом с ограниченной ответственностью «Дойче Велле», в 1934-1945 гг. - Имперским обществом радиовещания, с 1962 года - федеральным государственным учреждением «Немецкая волна».

## Телевидение
Телевещание в Германии ведётся с 1936 года
- в 1936-1984 гг. телевещание велось государственными организациями
  - в 1936-1945 гг. оно велось Имперским обществом радиовещания (по одной программе);
  - в 1952-1963 гг. - вещательными организациями земель (в 1952-1961 гг. по одной программе (с 1954 года - общегосударственной), в 1961-1963 гг. - по двум общегосударственным программам);
  - в 1963-1984 гг. - вещательными организациями земель (по 1-й программе с местными передачами, с сер. 1960-х гг. по нескольким региональным третьим программам) и федеральной вещательной организацией «Второе германское телевидение» (по 2-й программе);
- с 1984 года телевещание ведётся
  - федеральными и земельными вещательными организациями:
    - вещательными организациями земель (по 1-й программе с местными передачами (до 1993 года), нескольким региональным 3-м программам, в 1984-1992 гг. спутниковой программе «Айнс Плюс», с 1992 года совместно со Вторым германским телевидением, Австрийским радио и Швейцарским обществом радиовещания по программе «3 Зат», со второй половины 1990-х гг. по нескольким специализированным программам);
    - федеральной телеорганизацией «Второе германское телевидение» (по 2-й программе, с 1984-1992 года - спутниковой программе «3 Зат», совместно с Австрийским радио и Швейцарским обществом радиовещания и телевидения, со второй половины 1990-х гг. по нескольким специализированным программам);

  - частными телекомпаниями (по программам «РТЛ» и «Зат 1»[20]).

В восточных землях в 1952-1990 гг. радиовещание велось центральным государственным учреждением «Телевидение ГДР» (в 1952-1969 гг. по одной программе, в 1969-1990 гг. - по двум программам).
Телевещание на заграницу ведётся федеральным государственным учреждением «Немецкая волна».